# Canton d'Entre-Deux
Le canton d'Entre-Deux est un ancien canton de l'île de La Réunion, département d'outre-mer français de l'océan Indien. Il correspondait exactement à la commune d'Entre-Deux.

## Histoire
| Période                                                    | Période | Identité           | Étiquette    | Qualité                                                                                       |
| ---------------------------------------------------------- | ------- | ------------------ | ------------ | --------------------------------------------------------------------------------------------- |
| Les données antérieures à 1958 ne sont pas encore connues. |         |                    |              |                                                                                               |
| 1958                                                       | 1982    | Alfred Marc Hoarau | UNR puis DVD | Maire de l'Entre-Deux (1959-1977)                                                             |
| 1982                                                       | 2008    | Daniel Tholozan    | DVD          | Médecin Maire de l'Entre-Deux (1977-2001) Suppléant du député André Thien Ah Koon (1988-1993) |
| 2008                                                       | 2015    | Bachil Moussa Valy | MoDem        | Commerçant Vice-Président du Conseil Général Maire de l'Entre-Deux depuis 2001                |